# Совет польского языка
Сове́т по́льского языка́ (пол. Rada Języka Polskiego) — совещательно-консультативный орган по вопросам регулирования и использования польского языка. Совет польского языка действует при Польской академии наук.

## История
Совет польского языка был создан 9 сентября 1996 года Президиумом Польской академии наук для решения вопросов по использованию польского языка. Совет польского языка состоит из 36 лингвистических экспертов. С мая 2000 года Совет польского языка работает над Законом о польском языке от 7 сентября 1999 года. Первым председателем Совета был Валеры Писарек. С мая 2000 года должность Председателя Совета занимает Анджей Марковский.
Задачами Совета польского языка являются:
- анализ, оценка состояния польского языка и разъяснение государственной языковой политики;
- распространение знаний о польском языке, его разновидностях, стандартах и разработка оценочных критериев его использования, а также организация научных конференций на эти темы;
- оценка и разъяснение уровня знаний польского языка и культуры его использования в печатных изданиях;
- разрешение вопросов в стилистике, лексике, грамматике, произношении, орфографии и пунктуации;
- поиск решений в проблемных вопросах использования польского языка в различных областях науки и техники, особенно в новых отраслях;
- высказывание мнения о предлагаемых названиях новых товаров и услуг;
- забота о культуре польского языка в школьных учебных заведениях;
- высказывание о новых необычных именах детей;

В Совете польского языка действуют[когда?] следующие проблемные комитеты:
| Название комиссии                       | Председатель      | Примечания                                          |
| --------------------------------------- | ----------------- | --------------------------------------------------- |
| Дидактическая комиссия                  | Helena Synowiec   |                                                     |
| Комиссия информационной терминологии    | Анджей Бликле     |                                                     |
| Комиссия медицинской терминологии       | Jan Doroszewski   |                                                     |
| Комиссия юридической терминологии       | Мацей Зелинский   |                                                     |
| Комиссия сакральной терминологии        | Wiesław Przyczyna |                                                     |
| Орфографическая-ономастическая комиссия | Jerzy Podracki    |                                                     |
| Комиссия культуры живого слова          | Tadeusz Zgółka    |                                                     |
| Комиссия языка в СМИ                    | Кристина Бохенек  | погибла 10.04.2010 года в смоленской авиакатастрофе |